# Schloss Brannenburg

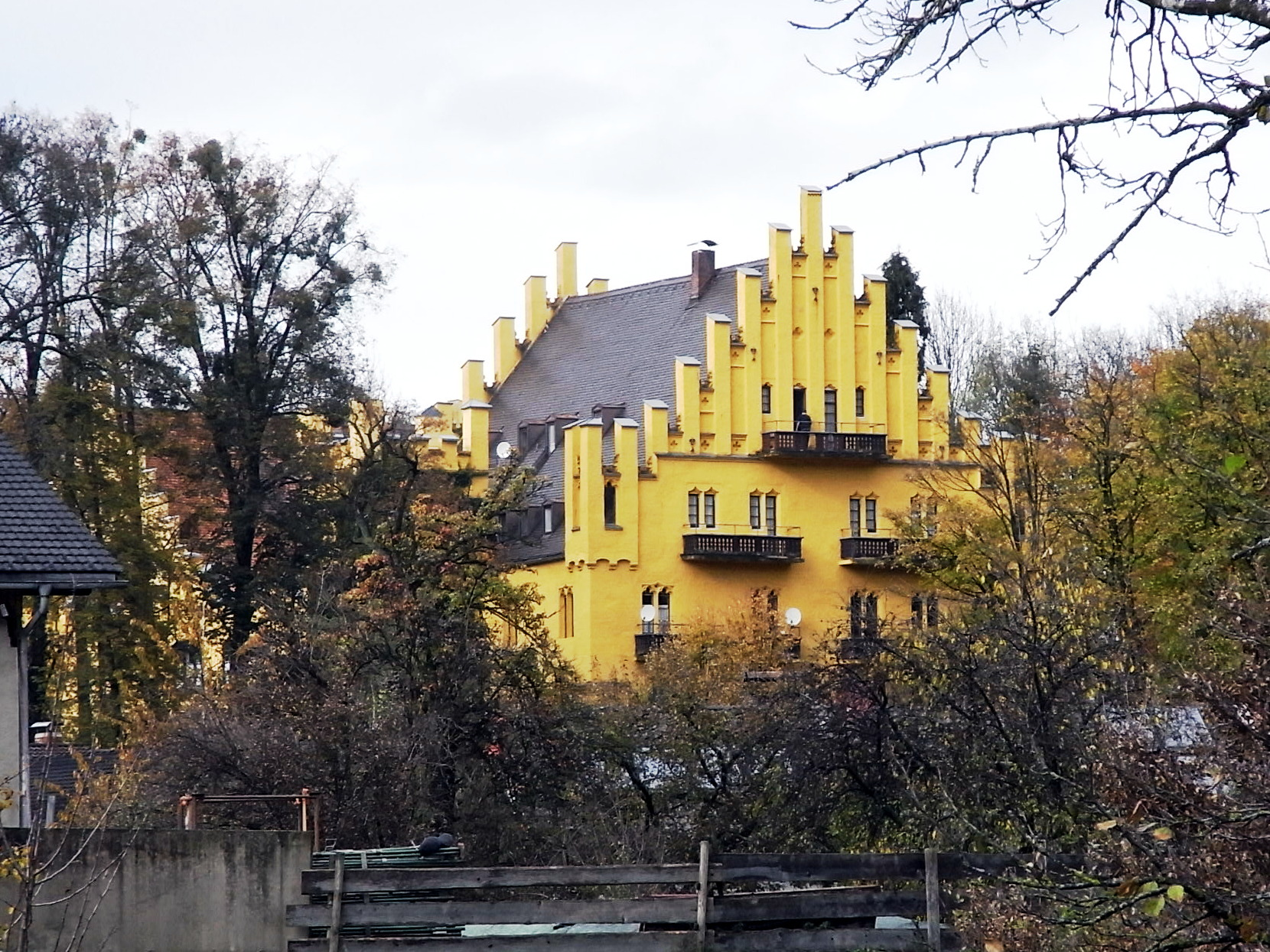
Schloss Brannenburg von Süden.

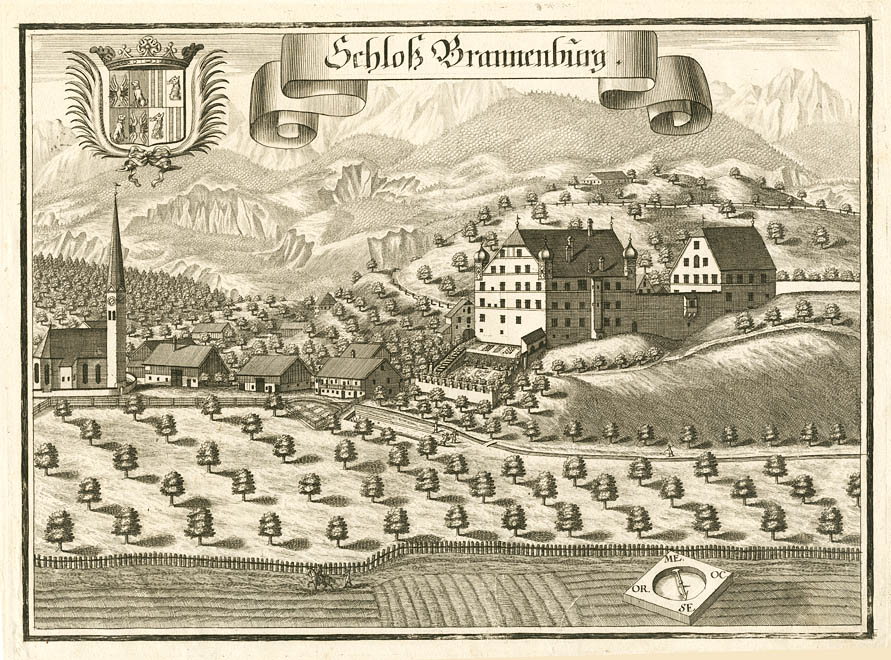
Schlossdarstellung um 1700 durch Michael Wening

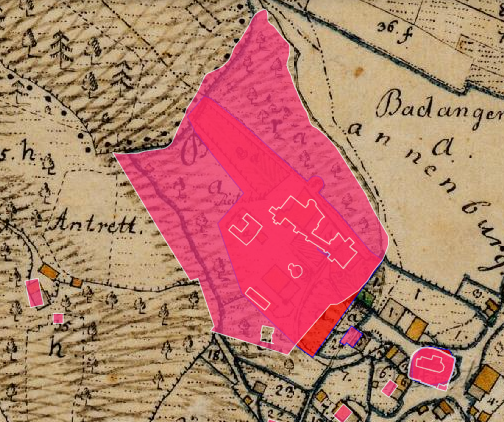
Lageplan von Schloss Brannenburg auf dem Urkataster von Bayern

Das Schloss Brannenburg liegt in Antritt, einem Gemeindeteil der Gemeinde Brannenburg am nördlichen Alpenrand im Unterinntal im oberbayerischen Landkreis Rosenheim. Die mehrteilige Schlossanlage in englischer Neugotik beherbergt heute Schulen und ein Internat. Es ist unter der Aktennummer D-1-87-120-8 als Baudenkmal verzeichnet. „Untertägige mittelalterliche und frühneuzeitliche Befunde und Funde im Bereich von Schloss Brannenburg und seiner Vorgängerbauten“ werden als Bodendenkmal unter der Aktennummer D-1-8238-0202 geführt.

## Geschichte
Der Ort Brannenburg wird erstmals zwischen 993 und 1000 urkundlich erwähnt. Der Name Brannenburg ist darauf zurückzuführen, dass man an dieser Stelle durch Brandrodung Platz für eine Ansiedlung schaffte (das Gemeindewappen weist noch heute darauf hin). Der Ort gehörte als geschlossene Ortschaft zum Schloss und späteren Hofmark Brannenburg. Eine Adelsfamilie, die sich von Brannenburg (Prantenperch) nannten, waren Ministerialen der Grafen von Falkenstein und sind im 14. Jahrhundert erloschen.
Berühmtester Burgbewohner war wohl der Heerführer Kaspar II. Winzerer, der auch die Hofmarkgerechtigkeit für das Schloss erhielt. Im Jahre 1554 ging die Anlage in den Besitz von Hans Caspar von Pienzenau über, der sie zu einem Renaissanceschloss umbauen ließ. Major Max Reinhardt ließ das Schloss ca. 1872 bis 1875 im Stil der englischen Neugotik umbauen. In den 1960er Jahren wurde es als Institut Schloss Brannenburg zu einer staatlich anerkannten privaten Realschule und privaten Fachoberschule mit Internat für Knaben und Mädchen.

## Beschreibung
Mehrteilige Anlage in englischer Neugotik, 1872–1875 von Joseph von Schmaedel für Major Max Reinhardt errichtet, Hauptschloss im Kern mit Vorgängerbau von 1561:
- Hauptschloss bestehend aus drei dreigeschossigen verputzten Baukörpern mit Satteldächern, Segmentbogenfenstern, getreppten Giebeln, Ecktürmchen, Zinnenkranz, Türmen mit Zinnen, Putzgliederungen sowie Schmuckornamenten und Skulpturen aus Werkstein
- mit dem Hauptschloss verbundene Schlosskapelle Hl. Kreuz, Satteldachbau mit vorgelagertem Südturm mit Haubendach, Spitzbogenfenstern mit Maßwerk und Putzgliederungen, neugotisch, um 1858; mit Ausstattung
- Westliches Nebengebäude, zweigeschossiger Satteldachbau mit zweigeschossigen Anbauten mit Flachdächern, getrepptem Giebel und Putzgliederungen, neugotisch, wohl 1872–1875
- Südliches Nebengebäude, erdgeschossiger Walmdachbau mit zweigeschossigem Zwerchhaus mit getrepptem Giebel und Segmentbogenfenstern, neugotisch, wohl 1872–1875
- Parkanlage, 19. Jahrhundert
- Neptunsbrunnen, ovales und polygonales Becken mit schmiedeeisernen Gittern und Neptunsfigur aus Bronze, 18. Jahrhundert